# Jean Depara
Jean Depara, né Lemvo Jean Abou Bakar Depara en 1928 à Kboklolo en Angola et mort en 1997 à Kinshasa, est un photographe congolais, auteur de portraits, qui fut également photographe officiel du chanteur Franco, puis du Parlement congolais, mais ses œuvres les plus connues sont celles qui mettent en scène la vie nocturne à Kinshasa, alors à son apogée, entre les années 1950 et 1970.